# 行者山 (徳島県・高知県)
行者山（ぎょうしゃやま）は、徳島県那賀郡那賀町と高知県香美市の境界にある山である。標高1,346m。

## 地理
徳島県の旧木頭村と高知県の旧物部村の境に位置。四ツ足峠から海部山脈を縦走する際、最初に越える山である。
山頂一帯はクマザサとモミの大木が鬱蒼と茂る原生林に覆われており、展望はきかず、ピークさえはっきりしない。